# Isostomyia espini
Isostomyia espini är en tvåvingeart som först beskrevs av Friedrich Wilhelm Martini 1914.  Isostomyia espini ingår i släktet Isostomyia och familjen stickmyggor. Inga underarter finns listade i Catalogue of Life.